# Reginhilde
Reginhilde (ca. 870) was een "zeer edele" dochter van vermoedelijk Fries-Deense ouders. Dit is bekend uit oude biografieën over haar dochter, koningin Mathilde van Ringelheim, die haar vermelden als Reinhilda, Fresonum Danorumque genere progrediens. Zij is de moeder en grootmoeder van een aantal invloedrijke personen uit de Europese geschiedenis van de 10e eeuw. 

## Afkomst
Reginhilde behoorde tot de Reginingen, een aanzienlijke adellijke familie. Haar ouders zijn niet bekend, maar haar vader is volgens sommige auteurs mogelijk (hypothetisch) Godfred Haraldson, een zoon van de Deense koning Harald Klak. 
Zij huwde rond 890 met de West-Saksische graaf Diederik, die tot de Immedingen behoorde, en een nazaat van Widukind was. Het huwelijk van Diederik met Reginhilde "symboliseerde als het ware de eeuwenoude vriendschappelijke verhouding tussen de Denen, Saksen en Friezen, die gekenmerkt werd door afkeer van de Frankische overheersers". Omdat hun dochter Mathilde, de eerste Duitse koningin, die de toen als zeer prestigieus beschouwde Immedingen/Widukinden en Deense-Friese voorouders had, leidde dat in Frisia tot een "gerede acceptatie" van het Duitse koningschap.

## Kinderen
Uit haar huwelijk met Diederik werden de volgende kinderen geboren:
- Diederiksdr (Diederiksdochter, de oudste dochter, mogelijk was haar naam Brechtheid), gehuwd met Wichman de oude, uit het geslacht der oude Billungers, overleden 944,[4] uit welk huwelijk onder anderen Wichman II de jonge en zijn jongere broer Egbert Eenoog voortkwamen.
- Mathilde van Ringelheim,[5] tweede vrouw van Hendrik de Vogelaar, moeder van onder anderen keizer Otto I de Grote, de grondlegger van wat later het Heilige Roomse Rijk zou worden genoemd en van Bruno de Grote, aartsbisschop van Keulen, hertog van Lotharingen en aartskanselier van het Heilige Roomse Rijk.
- Amalrade was gehuwd met de Hamalander Everhard, tussen 944 en 966 graaf van Drenthe en Salland, hij was een zoon van Everhard Saxo.
- Diederik (zoon)
- Frideruna, trouwde met Karel van West-Francië
- Bia (dochter)

- Verondersteld: Rothbert (zoon)
- Verondersteld: Brechtheid (dochter, mogelijk bovengenoemde Diederiksdr.)

Omstreeks 960 verwierf Egbert Eenoog, de tweede zoon van haar eerste dochter, vermoedelijk op basis van erfgoederen die indirect uit Reginhildes nalatenschap kwamen, de grafelijke rechten in Midden-Frisia (het huidige Friesland). Dat kan niet anders betekenen dan dat haar geslacht toen in mannelijke lijn was uitgestorven. 
Een mogelijk verwant van Reginhilde is graaf Reginbert. De bezittingen van Reginbert lagen in Hoekens en Herum bij Tzum in de omgeving van Franeker in Westergo.
Reginbert wordt na de Friese graaf Gardolf (die in 885 samen met Gerulf en Godfried de Zeekoning in de val lokte) genoemd in Midden-Frisia in een schenking van 966 in een gebied bij de vroegere stroming de De Nagele; of hij de directe opvolger was is niet bekend.
Waarschijnlijk was Reginbert in 945 nog graaf ergens in Frisia. Reginbert had ten minste een zoon, genaamd Gerbert.